# 美濃部茂孝
美濃部 茂孝（みのべ　しげたか、貞享4年（1687年） - 宝暦8年11月29日（1758年12月29日））は、江戸幕府旗本。通称は八兵衛、八郎右衛門。美濃部茂一の子。母は大久保長昌の養女（大久保長好の娘）。室は堀長郷の娘。子女に美濃部茂英、山村良則室、浅井元武室。
元禄9年（1696年）7月9日、父の遺跡を継ぐ。宝永2年（1705年）3月29日に書院番士、享保15年（1730年）12月15日に書院番組頭となった後、元文元年（1736年）11月28日、佐渡奉行（500石御役料1500俵百人扶持）となる。寛保元年（1741年）2月15日に持筒頭に移り、宝暦2年（1752年）1月11日に西の丸の槍奉行となった。宝暦8年（1758年）11月29日、72歳で死去。